# Rafael Guerrero
Rafael „Cachorro” Guerrero Ramírez (ur. 13 stycznia 2003 w Tijuanie) – meksykański piłkarz występujący na pozycji środkowego obrońcy, od 2024 roku zawodnik Tigres UANL.